# Lapplandsbrigaden
Lapplandsbrigaden (NB 20) var en Norrlandsbrigad inom svenska armén som verkade i olika former åren 1949–1997. Förbandsledningen var förlagd i Umeå garnison i Umeå.

## Historik
Lapplandsbrigaden sattes upp åren 1949–1951 under namnet Lapplandsbrigaden (IB 50), genom att fältregementet (krigsförbandet) Lapplands regemente (I 50) omorganiserades genom försvarsbeslutet 1948 till infanteribrigad. Åren 1949–1972 hade Lapplandsbrigaden en systerbrigad vars namn var Västerbottensbrigaden (NB 20).
Lapplandsbrigaden var ursprungligen en infanteribrigad, men kom 1965 att bli den tredje infanteribrigaden som omorganiserades till en Norrlandsbrigad. Brigaden fick då den nya beteckningen NB 50. 
Inför försvarsbeslutet 1992 föreslog regeringen att krigsorganisationen skulle spegla fredsorganisationen. Därmed föreslogs att brigaden vid regementet skulle avskiljas från regementet, och bilda ett självständigt kaderorganiserat krigsförband inom Norra militärområdet (Milo N). Den 1 juli 1994 avskildes brigaden från regementet och blev ett kaderorganiserat krigsförband inom Norra militärområdet (Milo N). Brigaden antog med det beteckningen NB 20.
Inför försvarsbeslutet 1996 föreslog Försvarsmakten att försvarsområdesstaben vid Västerbottens regemente samt Fältjägarbrigaden (NB 5) skulle avvecklas. Den socialdemokratiska regeringen, med stöd av Centerpartiet, föreslog istället en avveckling av Lapplandsbrigaden (NB 20). Ur försvarsekonomiska och försvarspolitiska skäl vägde de båda alternativen jämnt mot varandra. Regeringens skäl till att bibehålla brigaden i Östersunds garnison, var möjligheterna till att vidmakthålla och utveckla en allsidig och rationell försvarsmaktsgarnison med såväl flyg- som arméförband.

## Verksamhet
Brigaden var en av fyra Norrlandsbrigader som skulle mekaniseras och utrustas med Stridsfordon 90 samt det rysktillverkade pansarskyttefordonet MT-LB (svensk benämning Pbv 401), ett beslut som togs genom försvarsbeslutet 1992. Organisationen brigaden skulle gå in i benämndes NB 2000, en organisation som skulle vara i produktion 2004 och helt genomförd 2006. Således hann bara delar av brigaden utbildas i den nya organisationen innan den avvecklades 1997.

### Bataljoner
- 1. norrlandsskyttebataljonen (Strf 90)
- 2. norrlandsskyttebataljonen (Pbv 401)
- 3. norrlandsskyttebataljonen (Pbv 401)
- 4. norrlandsrobotskyttebataljonen (Pvrb 55/TOW)
- Norrlandsluftvärnsbataljon (Lvrbs 70)
- Norrlandshaubitsbataljon (Haub 77A)
- Norrlandsunderhållsbataljonen

## Heraldik och traditioner
Lapplandsbrigaden delade heraldik och traditioner med Västerbottens regemente. År 1997 instiftades Lapplandsbrigadens minnesmedalj i silver (LapplbrigMSM).

## Förbandschefer
Brigadchefer åren 1949–1997. Åren 1949–1994 var brigadchefen tillika ställföreträdande chef vid regementet.
- 1949–1980: ???
- 1980–1981: Överste Olof Dackenberg
- 1981–1987: Överste Jan Lindström
- 1988–1993: Överste Bengt Jerkland
- 1994–1997: Överste Björn Widmark

## Namn, beteckning och förläggningsort
| Lapplandsbrigaden | 1949-10-01 | – | 1997-12-31 |

| IB 50 | 1949-10-01 | – | 1965-??-?? |
| NB 50 | 1965-??-?? | – | 1994-06-30 |
| NB 20 | 1994-07-01 | – | 1997-12-31 |

| Umeå garnison (F) | 1949-10-01 | – | 1997-12-31 |

## Galleri

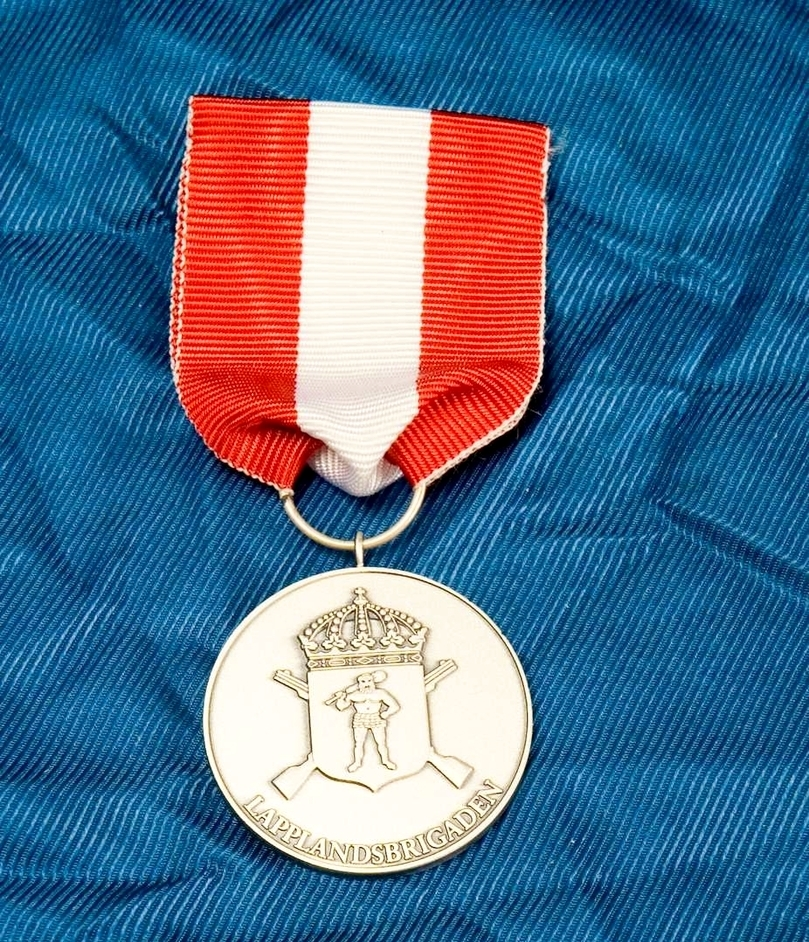
Minnesmedalj m/1997
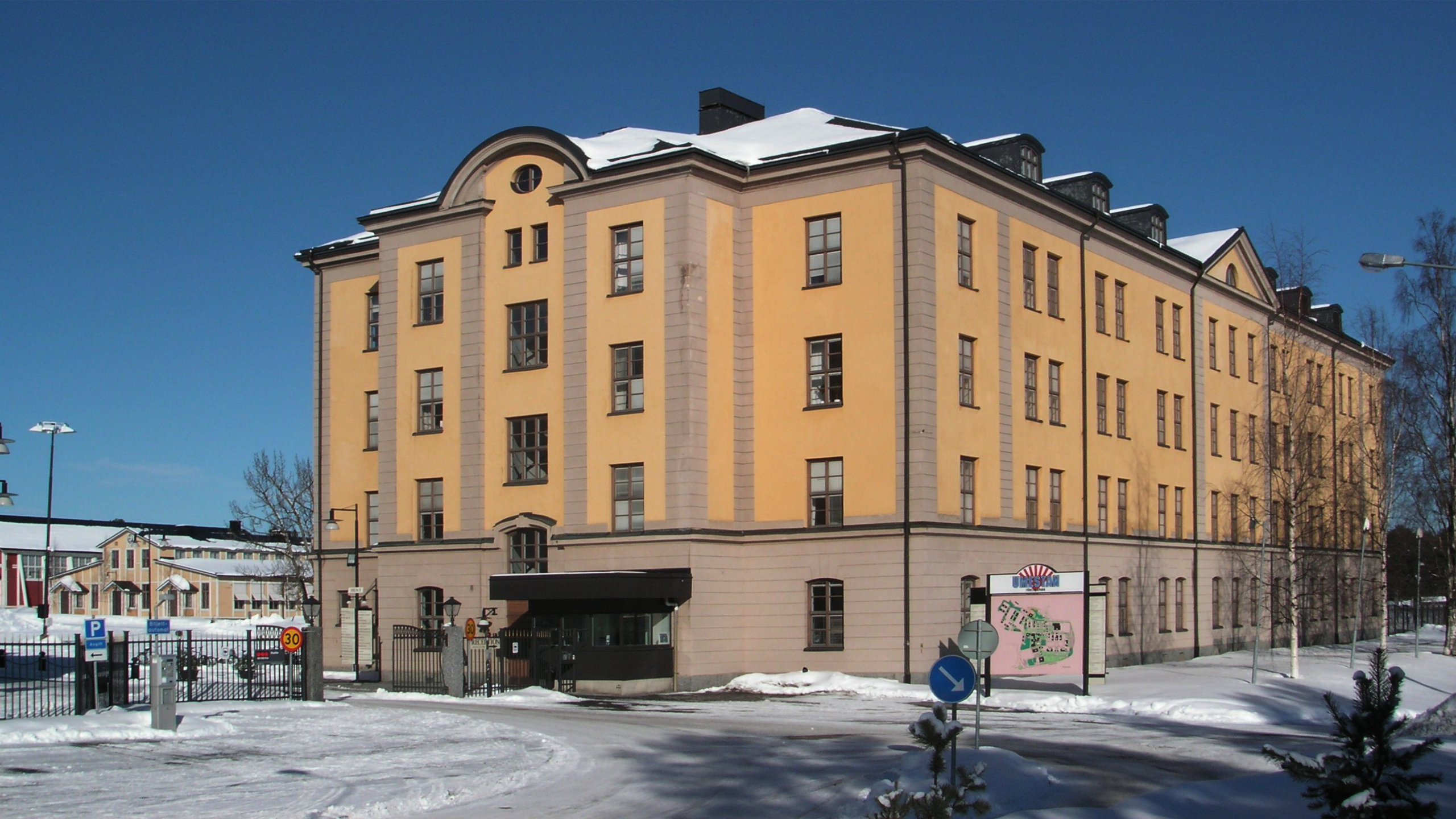
Kasern med kasernvakten
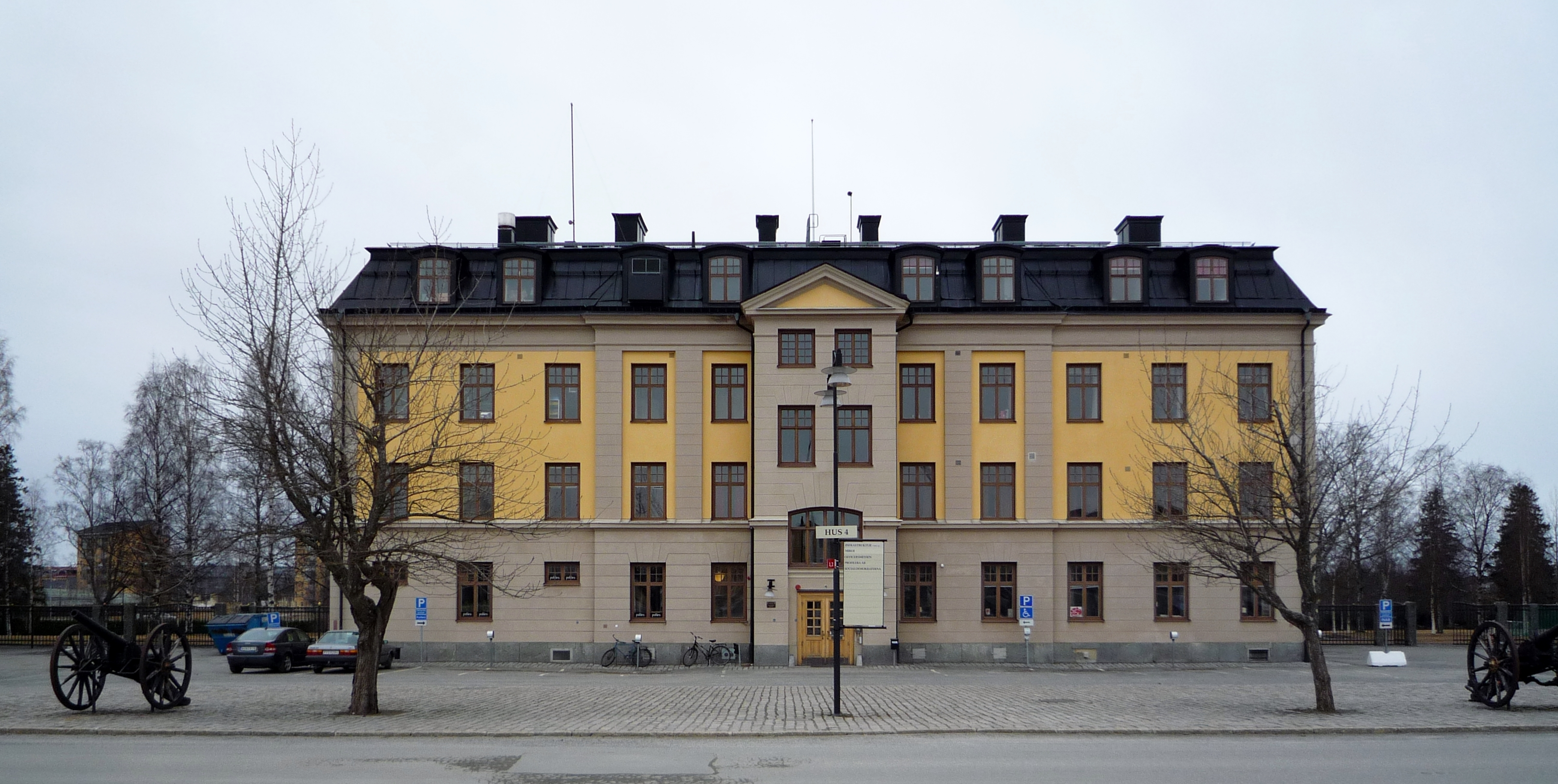
Regementets och brigadens kanslibyggnad
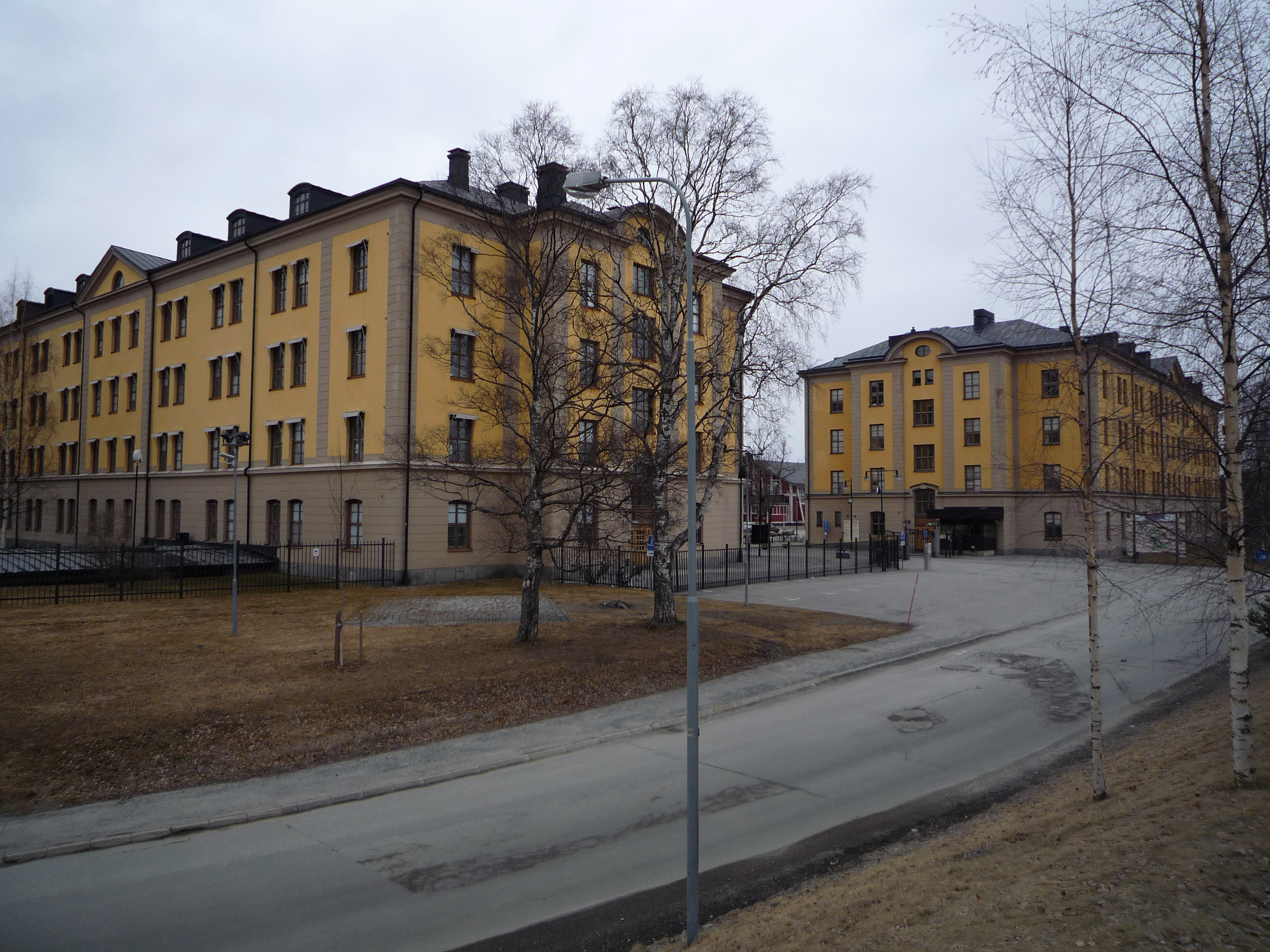
Vy över huvudentrén till garnisonen.